# 장항중학교
장항중학교(長項中學校)는 대한민국 충청남도 서천군 장항읍 원수리에 있는 공립 중학교이다.

## 학교 연혁
- 1946년 10월 27일 : 장항여자 초급중학교 설립인가
- 1946년 12월 5일 : 개교
- 1951년 9월 1일 : 장항중학교로 개칭(9학급 편성, 남녀공학)
- 1969년 10월 13일 : 학칙변경 (남학생만 4학급 모집)
- 2001년 1월 9일 : 17학급 인가(특수학급 1학급)
- 2001년 3월 3일 : 정의여중과 통합(여학생 210명 전입)
- 2022년 3월 2일 : 제34대 박윤신 교장 부임
- 2024년 1월 8일 : 제73회 졸업식 69명(총 13,729명)
- 2024년 3월 4일 : 입학식(81명 신입생 입학)

## 참고 자료
- 장항중학교 - 한국교육학술정보원 학교알리미